# Sim Iness
Sim Iness (Keota (Oklahoma), Estados Unidos, 9 de julio de 1930-23 de mayo de 1996) fue un atleta estadounidense, especialista en la prueba de lanzamiento de disco en la que llegó a ser campeón olímpico en 1952.

## Carrera deportiva
En los JJ. OO. de Helsinki 1952 ganó la medalla de oro en el lanzamiento de disco, llegando hasta los 55.03 metros que fue récord olímpico, quedando en el podio por delante del italiano Adolfo Consolini y de su paisano estadounidense James Dillion (bronce con 53.28 metros).